# Distrito de Bağcılar
Bağcılar es un distrito de Estambul, Turquía, situado en la parte europea de la ciudad, entre las dos principales circunvalaciones, la TEM y la E5. Cuenta con una población de 720.819 habitantes (2008).

## Historia
Poco poblado en el momento de la creación de la República Turca, Bağcılar significa huerto en turco, a pesar de no quedar ninguno. La mayor parte de las construcciones de Bağcılar eran ilegales, aunque se han ido sustituyendo por hileras de edificios apiñados entre sí, igualmente construidos con la regulación mínima. Se trata de un ejemplo de plan urbanístico fallido, posiblemente debido a que Bağcılar no se convirtió en distrito hasta 1992, cuando los habitantes originales ya se habían marchado y la construcción de la zona estaba fuera de control. 

## Bağcılar en la actualidad
Actualmente, la población de Bağcılar se compone en general de inmigrantes de Anatolia, sobre todo familias jóvenes de bajo poder adquisitivo y con muchos hijos.
En Bağcılar se encuentran numerosas fábricas, en especial de industria ligera, textiles, de impresión (aquí se encuentran las sedes de los principales periódicos y canales de televisión de Turquía), un inmenso mercado mayorista de productos secos, un gran mercado de vehículos de segunda mano y numerosas empresas de transporte, en especial en la carretera de Gunesli, desde la autopista TEM hasta el aeropuerto de Estambul.